# Katrin Heß
Katrin Heß, (Aken, 26 juni 1985) is een Duitse actrice.
Heß volgde een tweejarige toneelopleiding aan de Arturo Schauspielschule in Keulen. Ze speelde van 2008 tot en met 2009 Judith Hägendorf in de ARD-serie Verbotene Liebe. Ook in 2008 speelde Heß Pia Benning in aflevering 74 van de RTL-serie 112, Livesavers.
Alarm fur Cobra 11
Vanaf seizoen 15 speelt Heß de rol van Jenny Dorn. Eerst als geüniformeerde agente, later versterkt zij het team rechercheurs. In seizoen 21 krijgt zij een relatie met Paul Renner, de partner van Semir.

## Filmografie
- 2008: 112 – Sie retten dein Leben (televisieserie, aflevering 1x74)
- 2008–2009: Verbotene Liebe (televisieserie, aflevering 3106–3464)
- 2011–2019: Alarm für Cobra 11 – Die Autobahnpolizei (televisieserie, 107 afleveringen)
- 2011: Alles Bestens
- 2011: Romeos
- 2011, 2016, 2022: SOKO Köln (televisieserie, 3 afleveringen)
- 2011: Countdown – Die Jagd beginnt – Die Illegalen (televisieserie)
- 2012: Danni Lowinski – Babystorno (televisieserie)
- 2012: Die Garmisch-Cops – Traktorfahrt in den Tod (televisieserie)
- 2014–2016: Herzensbrecher – Vater von vier Söhnen (televisieserie, 22 afleveringen)
- 2014: Das Traumschiff – Mauritius (televisieserie)
- 2014: Kommissar Dupin: Bretonische Verhältnisse
- 2015: Einstein (televisieserie)
- 2015, 2019: Meuchelbeck (televisieserie, 7 afleveringen)
- 2016: Heldt – Bochum innovativ (televisieserie)
- 2017: Hubert und Staller – Heisser Tod (televisieserie)
- 2018: Der Bergdoktor – Phantomschmerz (televisieserie)
- 2018: Frühling – Der Bergsteiger (televisieserie)
- 2018: Morden im Norden – Über den Tod hinaus (televisieserie)
- 2019: Inga Lindström – Auf der Suche nach dir (televisieserie)
- 2019: In aller Freundschaft – Die jungen Ärzte – Auf Anfang (televisieserie)
- 2019: Die Bergretter – Tod am Dachstein (televisieserie)
- 2019: Kroymann (satireprogramma, 1 aflevering)
- 2020: Rentnercops – Langfristig untragbar (televisieserie)
- 2020: Letzte Spur Berlin – Urvertrauen (televisieserie)
- 2020: Die Kanzlei – Harte Worte (televisieserie)
- 2020: SOKO Kitzbühel – Der längere Atem (televisieserie)
- 2021: In aller Freundschaft – Feste Bande (televisieserie)
- 2022: Der Bergdoktor – Extreme (televisieserie)
- 2022: Der Staatsanwalt – Aus der Schusslinie (televisieserie)
- 2024: Bettys Diagnose - Wenn zwei sich lieben (televisieserie)

## Rollen als stemactrice
- 2009: Summer Wars als Natsuki Shinohara (film)
- 2009–2010: Fullmetal Alchemist: Brotherhood als Paninya (serie)
- 2011: Schwerter des Königs – Zwei Welten als jonge maagd (film)
- 2011: Blue Exorcist als Kashino (serie)
- 2011–2014: Silk – Roben aus Seide als Izzy Calvin (serie)
- 2012: Call the Midwife – Ruf des Lebens als Mary (serie)
- 2012: Sorority Party Massacre als Holly Fanning (film)
- 2012–2014: Magi: The Labyrinth of Magic als Aladin (serie)
- 2014: Nisekoi: Liebe, Lügen & Yakuza als Ruri Miyamoto (serie)
- 2015: The Witcher 3: Wild Hunt als Ciri (videospel)
- 2015: Cowboys vs. Dinosaurs als Jenny (film)
- 2015: Danmachi – Is It Wrong to Try to Pick Up Girls in a Dungeon? als Hestia (serie)
- 2015–2016: Girls und Panzer als Yukari Akiyama (serie)
- 2016: Class als Tanya Adeola (serie)
- 2017: Girls und Panzer als Yukari Akiyama (film)
- 2017: Hostile als Juliette (film)
- 2019–2021: Fast & Furious Spy Racers als Margaret 'Echo' Pearl (serie)